# Genod
Genod ist eine französische Gemeinde mit 73 Einwohnern (Stand 1. Januar 2022) im Département Jura in der Region Bourgogne-Franche-Comté. Sie gehört zum Arrondissement Lons-le-Saunier und zum Kanton Moirans-en-Montagne.

## Geographie
Die Gemeinde grenzt an Vosbles-Valfin und Saint-Hymetière. 

## Bevölkerungsentwicklung
| Jahr                       | 1962 | 1968 | 1975 | 1982 | 1990 | 1999 | 2008 | 2017 |
| Einwohner                  | 72   | 61   | 51   | 46   | 52   | 60   | 67   | 68   |
| Quellen: Cassini und INSEE |      |      |      |      |      |      |      |      |

|  |  |